# Мнемотехника
Мнемотехника или мнемоника је вештина која омогућује да се повезивањем слика или речи информација лакше запамти.